# Vandaforsen

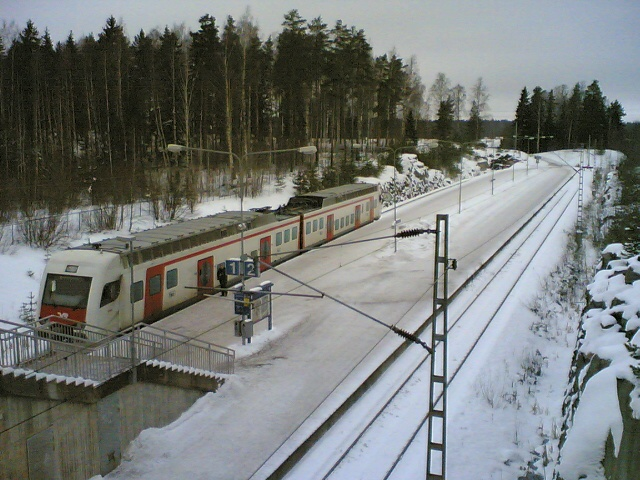
Vandaforsens station

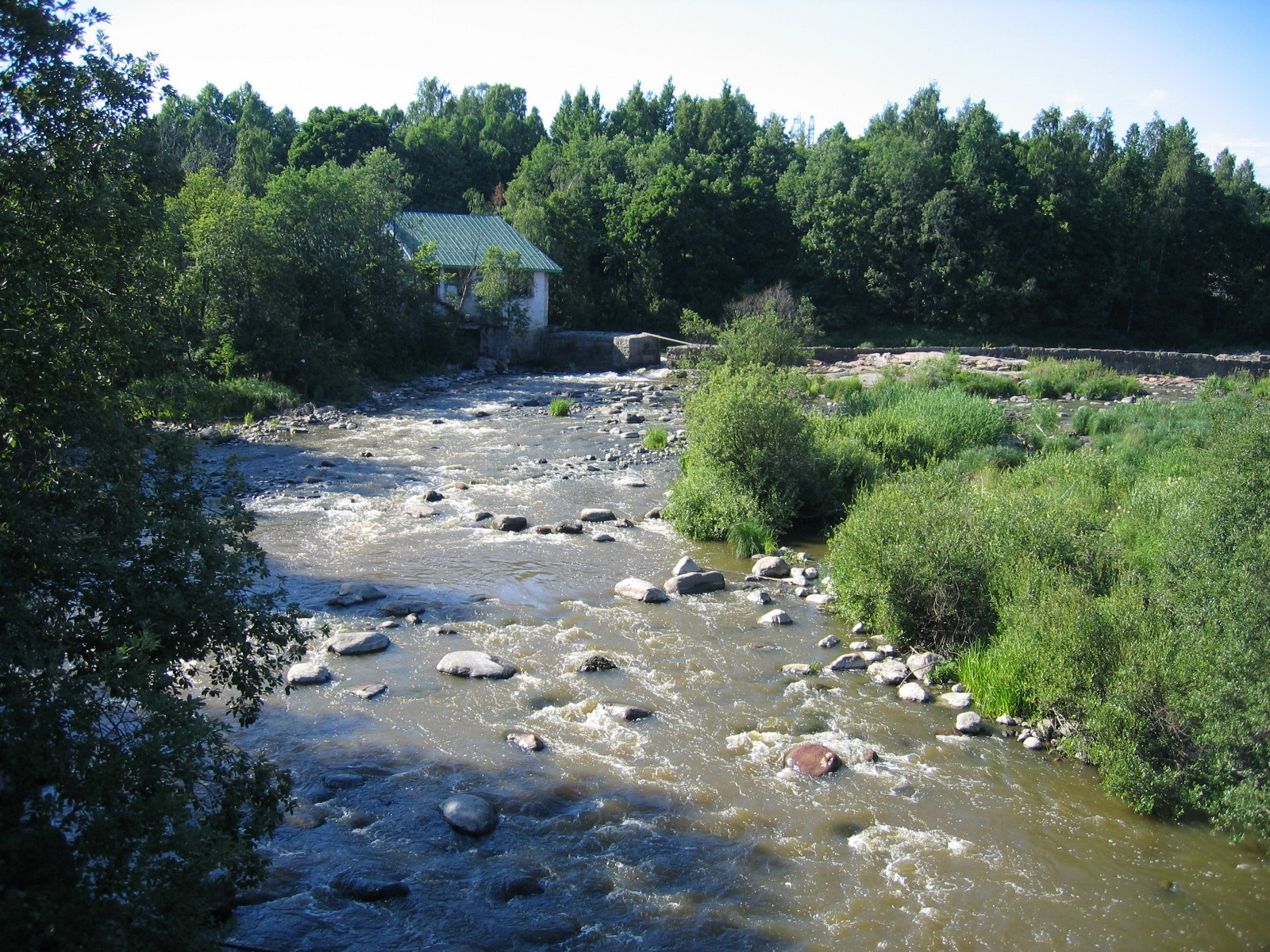
Vandaforsen

Vandaforsen (finska Vantaankoski) är en fors i Vanda å, en järnvägsstation och ett bosättningsområde i Vanda stad, Nyland, Södra Finlands län. Vandaforsen är ändstation för Vandaforsbanan och tidigare för VR:s lokaltågslinje (pendeltåg) M.
Själva forsen är 240 meter lång och har en fallhöjd på 5 meter. Forsområdet ligger på gränsen mellan tre stadsdelar: Vandadalen, Biskopsböle och Vinikby.

## Historia
Omgivningen kring Vandaforsen har varit bebodd under förhistorisk tid, redan på stenåldern. På 1500-talet grundades kvarnar i forsen som var gemensamma för byarna i Vanda och byn Kvarnbacka med två gårdar uppstod. På 1830-talet startade ett bruk och malmförädling vid Kvarnbackaforsen och på fram till 1890-talet hade ett småskaligt industriområde uppstått kring forsen med sågar, pärtproduktion, filtproduktion, trasselfabrik, filfabrik och silversmälteri. På stränderna byggdes bostäder, kontor och lager. Dahlfors filfabrik fortsatte verksamheten in på 1960-talet. Numera fungerar en restaurang i den före detta filfabriken.
Den gamla Kungsvägen löpte i tiderna över forsen, och en kort bit norrut byggdes dess moderna version, Ring III. En damm har rustats upp mellan dessa två trafikleder.